# Tenerife
Tenerife je španělský ostrov, největší ze sedmi Kanárských ostrovů v Atlantském oceánu. Stejně jako celé souostroví Tenerife náleží z geopolitického hlediska k Evropě, ale geograficky je součástí afrického regionu. Leží přibližně 320 km od pobřeží Maroka v ostrovní oblasti Makaronésie, jeho rozloha je 2 034 km². Na ostrově žije více než 900 000 obyvatel, je tedy nejvíce obydleným ostrovem Španělska. Topografickou dominantou ostrova je nejvyšší hora Španělska Pico del Teide s nadmořskou výškou 3 715 m. Na ostrově se nachází dvě lokality zapsané na seznamu světového dědictví UNESCO - město San Cristóbal de La Laguna a národní park Teide.
Společně s blízkými ostrovy La Palma, La Gomera a El Hierro tvoří provincii Santa Cruz de Tenerife. Z územně-administrativního hlediska sestává ostrov z 31 obcí. Správním střediskem je Santa Cruz de Tenerife, které je zároveň druhým největším městem celého souostroví a hlavním městem ostrovů a sídlem vlády. Druhým hlavním městem je Las Palmas de Gran Canaria, v němž sídlí některé vládní instituce, parlament a ministři. Na ostrově se nachází Univerzita La Laguna založená v roce 1792.

## Symboly ostrova

Vlajka ostrova

Znak ostrova

Každý z ostrovů Kanárského souostroví má svoji vlastní vlajku a znak. Vlajka Tenerife je velmi podobná vlajce Skotska. Jediný rozdíl mezi nimi je odstín modré barvy pozadí, ve kterém je úhlopříčně umístěn bílý ondřejský kříž.
Znak ostrova je téměř totožný se znakem města San Cristóbal de La Laguna. Liší se v nápisu, znak celého ostrova má navíc dvě palmové větve okolo samotného znaku. Uprostřed znaku je sopka na ostrově, nad kterou je vyobrazen archanděl Michael. Na levé straně od ostrova je vyobrazen hrad (symbol Kastilského království), napravo lev (království León). Znak byl městu La Laguna, které bývalo hlavním městem celého ostrova, udělen v roce 1510 Juanou I. Kastilskou. V roce 1912 se poupravený znak města začal používat pro celý ostrov.
Kromě vlajky a znaku mají všechny ostrovy jako své symboly i rostlinu a živočicha, které jsou pro daný ostrov typické. Pro Tenerife byly vybrány pěnkava kanárská (fringuilla teydea teydea), která žije pouze na tomto ostrově, a strom dračinec dračí (dracaena draco).

## Historie

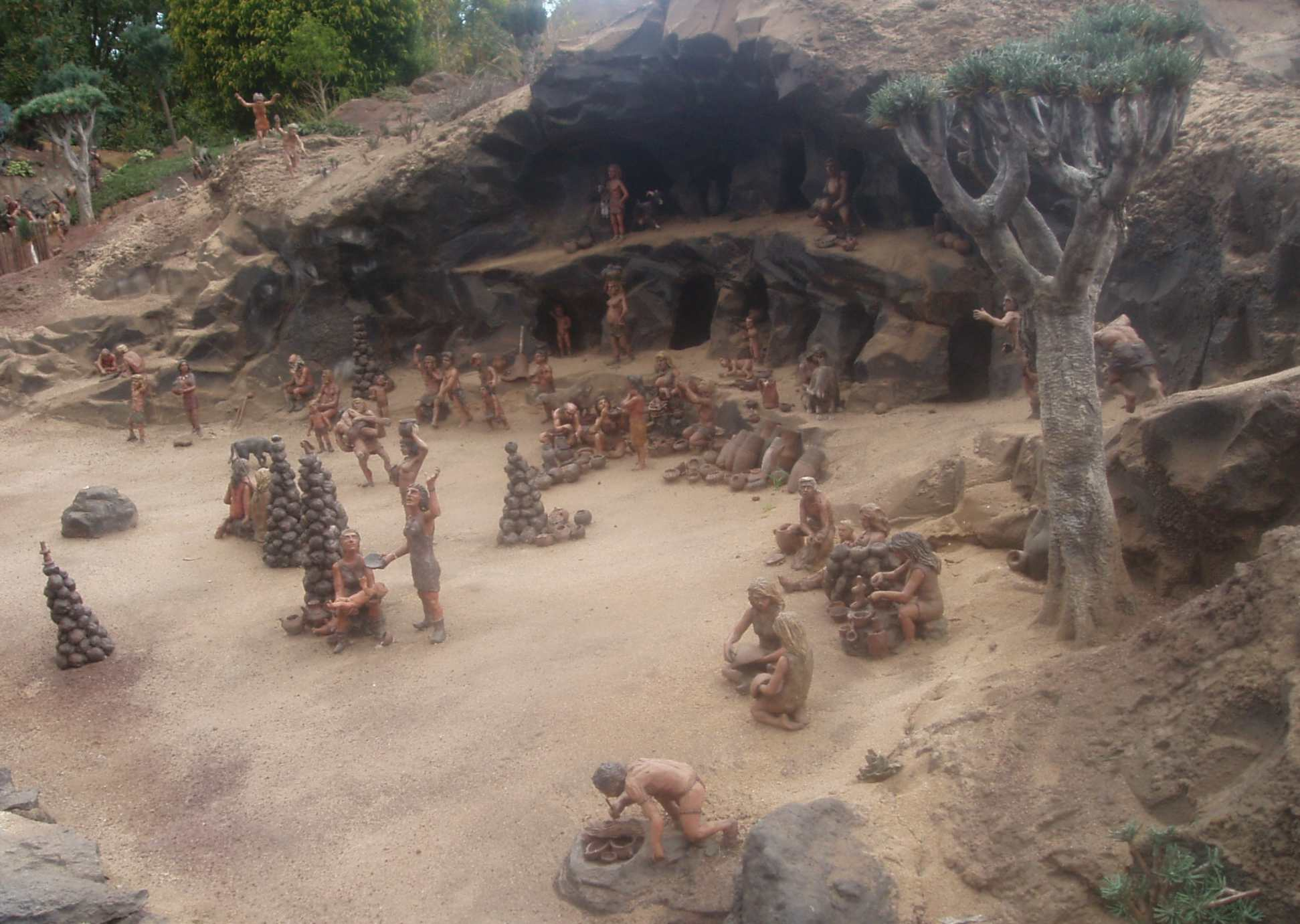
Replika osady Guančů

### Předhispánské osídlení
Guančové ostrov osídlili zřejmě někdy v období mezi 5. stoletím před naším letopočtem a počátky křesťanství. Předpokládá se, že přišli ze sevení Afriky a měli berberský původ. Za téměř 2 000 let se dokázali přizpůsobit zdejším specifickým životním podmínkám. Až do příchodu Španělů byl kontakt Guančů s Evropany nahodilý (příležitostně sem zavítaly římské a fénické lodě). V době příchodu Španělů zdejší domorodá populace čítala přibližně 15 500 osob. Ostrov byl rozdělen do 9 království (tzv. „menceyatos“) - Tegueste, Tacoronte, Taoro, Icoden, Daute, Adeje, Abona, Güimar a Anaga. Guančové měli vlastní polyteistické náboženství.
Z hlediska technologické úrovně lze Guanče zařadit do doby kamenné. Nízký technologický pokrok byl způsoben mimo jiné i nedostatkem primárních surovin, především kovů. Žili především v jeskyních, ojediněle stavěli jednoduché přístřešky. Základní činností Guančů bylo pastevectví, zemědělství, sběr a rybolov.

### Conquista
Kanárské ostrovy byly cílem evropských objevitelů a dobyvatelů od začátku 15. století. Začlenění pod kastilskou korunu proběhlo ve dvou fázích - tzv. „panská conquista“ (conquista señorial) sestávala z nezávislých aktivit šlechticů, kteří byli vazalové krále, zatímco 2. fáze - „královská conquista“ (conquista realenga) proběhla na popud Katolických Veličenstev, která vydala pokyn pro dobytí zbývajících ostrovů a jejich začlenění do vznikajícího španělského impéria. Kromě královských zájmů hrály významnou roli zájmy obchodníků a bankéřů a nakonec i samotných dobyvatelů, kteří v conquistě viděli příležitost k zisku jak území, moci, tak i peněz.
V první fázi conquisty (1. polovina 15. století) byly podmaněny ostrovy El Hierro, La Gomera, Lanzarote a Fuerteventura. Druhá fáze - dobytí ostrovů Gran Canaria, Tenerife a La Palma - probíhala souběžně s objevením Ameriky Kryštofem Kolumbem ke konci téhož století. Tenerife, jako poslední z ostrovů, padlo definitivně do rukou Španělů v roce 1496 za významného přispění Alfonse Fernandéze de Lugo, který ve stejném roce zakládá nejstarší město na ostrově - San Cristobal de La Laguna. Již v polovině 16. století italský historik Girolamo Benzoni zjistil, že původní obyvatelé ostrovů Guančové zde již nežili. Buď byli prodáni do otroctví nebo se asimilovali.

### Novověk
Po začlenění Kanárských ostrovů do španělského impéria se ostrovy staly důležitým bodem při zámořských plavbách do Nového světa i Afriky a Indického oceánu. Tenerife bylo stejně jako ostatní ostrovy často cílem útoků pirátů a korzárů různých národností (francouzské, anglické, nizozemské, berberské), podle toho, s kým bylo Španělsko momentálně ve válečném stavu. Zřejmě nejznámější případ útoku korzárů je útok Angličana Horacia Nelsona na město Santa Cruz de Tenerife 25. července 1797. 
V 16. století došlo k nárůstu počtu obyvatel. Hlavním zdrojem obživy obyvatel se staly produkce a vývoz cukru. Rozsáhlé plantáže cukrové třtiny však vznikaly na místě původního lesa, což způsobilo narušení ekosystému ostrova a erozi půdy. Levnější výroba cukru ve španělském zámoří a v oblasti Karibiku způsobila úpadek tohoto odvětví na Kanárských ostrovech. V průběhu 17. století bylo cukrovarnictví jako nejdůležitější hospodářské odvětví nahrazeno vinařstvím. Víno z Kanárských ostrovů mělo v Evropě značný ohlas. Ekonomika ostrova utrpěla v důsledku války o španělské dědictví (1700-1714), ke konci 18. století docházelo ke snížení výnosů z prodeje vína v důsledku vzniku silné konkurence na portugalské Madeiře a na jihu pevninského Španělska. V té době začaly výraznější vývozy přírodního barviva karmínu, které je využíváno v potravinářském průmyslu. Ve druhé polovině 19. století a v průběhu 20. století byly založeny rozsáhlé banánové plantáže a tím se stal významný vývoz banánů.
Zhruba od roku 1670, kdy ekonomika ostrova procházela krizí, začala průběžná migrace celých rodin z Tenerife do Ameriky. V 17. a 18. století byla nejčastěji cílovou zemí Venezuela, kde tenerifští přistěhovalci zakládali kakaovníkové plantáže. V 19. století přicházeli především na Kubu a Portoriko, kde začali pracovat v tabákovém průmyslu.

### 20. století
V roce 1898 po prohrané španělsko-americké válce ztratilo Španělsko své poslední zámořské državy. Tenerife a celé Kanárské ostrovy tím utrpěly ztrátu ekonomických vazeb na Kubu a Portoriko. Na přelomu 19. a 20. století nastal velký rozmach pěstování banánů, které se vyvážely především do Velké Británie. Během 1. světové války bylo výrazně omezené množství zboží, které se na Kanárské ostrovy dostalo, část obyvatelstva emigrovala na Kubu. V období ekonomické krize po španělské občanské válce mnoho lidí emigrovalo do Jižní Ameriky, především Venezuely. Od 60. let se začal rozvíjet cestovní ruch. V roce 1986 Španělsko vstoupilo do Evropské unie, Kanárské ostrovy mají v současnosti statut nejvzdálenějšího regionu, který ostrovu přináší jisté ekonomické výhody.

## Geografie

Topografická mapa ostrova Tenerife

Ostrov se nalézá mezi 28° a 29° severní šířky a 16° a 17° západní délky severně od obratníku Raka. Půdorys ostrova má přibližně trojúhelníkovitý tvar, z jehož centrální vysokohorské části se táhnou úpatí hor až k pobřeží. Délka pobřeží dosahuje 342 km, v těsné blízkosti Tenerife se nachází 200 ostrůvků. Známými topografickými celky jsou Pico del Teide (s nadmořskou výškou 3 715 m nejvyšší hora Španělska a zároveň třetí největší vulkán na světě ze své základny - 7 500 m od mořského dna) a Pico Viejo (3 135 m). Centrální oblast ostrova je od roku 1954 součástí národního parku Teide, ve kterém se rovněž nachází rozsáhlý kráter Las Caňadas s průměrem téměř 16 km, původně vulkán, který vybuchl před třemi miliony lety. V severovýchodní části Tenerife se rozkládá pohoří Anaga (nejvyšší vrchol 1 024 m). Podobně jako u ostrova Gran Canaria se výrazně odlišují sever a jih ostrova. Sever je vlhký se subtropickou vegetací, úrodný, pěstuje se zde vinná réva, zatímco jih je horký, vyprahlý a kamenitý. Geologicky nejstaršími pohořími na ostrově jsou Anaga, Teno a Adeje. Díky tomu, že Kanárské ostrovy nebyly nikdy spojeny s pevninou, zdejší fauna i flora je odlišná od té na africkém kontinentu. Vyvinulo se zde mnoho endemických druhů.

### Klima

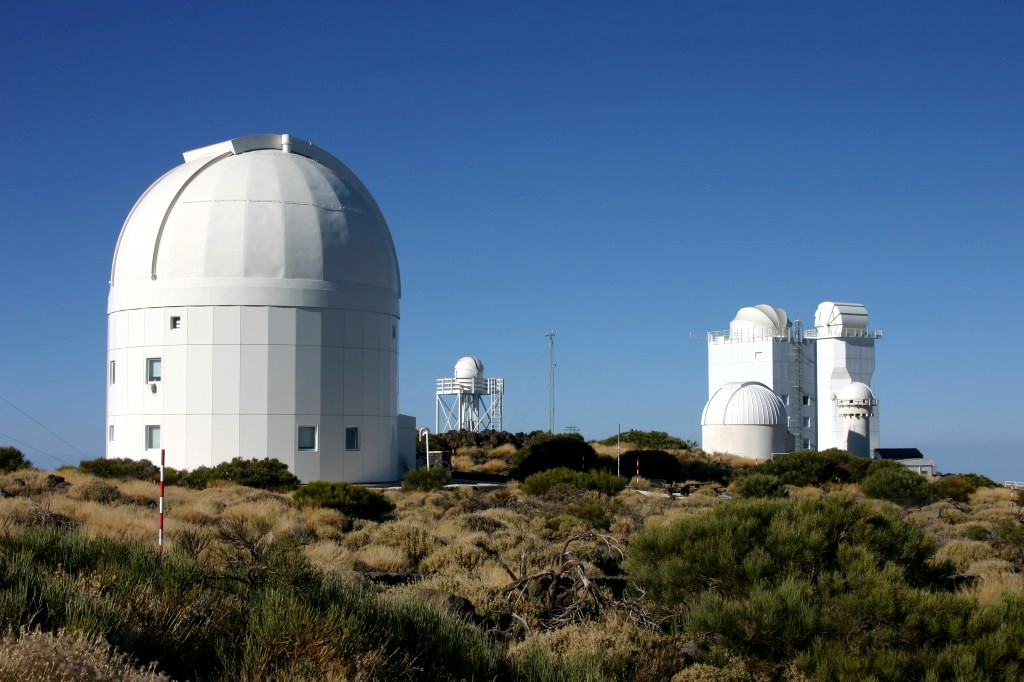
Observatoř Teide

Zásadní vliv na zdejší klima mají pasátové větry, Kanárský mořský proud, blízkost Afriky a zdejší reliéf. Pasátové větry, které jsou výsledkem činnosti Azorské anticyklóny, proudí k ostrovu směrem od severovýchodu, stejně jako Kanárský mořský proud. Toto jejich spolupůsobení ochlazuje celý region Kanárských ostrovů a zmírňuje zdejší klima, které by ostrovům příslušelo vzhledem k jejich zeměpisné šířce (poušť Sahara se nachází ve stejné zeměpisné oblasti).
Ostrov lze rozdělit na 2 klimatické oblasti. Severní část ostrova je vlhčí, deštivější, s bujnější vegetací, zatímco jih ostrova je suchý a horký. V severní části ostrova, která je přímo vystavena proudění vlhkých pasátových větrů, naráží v nadmořských výškách mezi 600 a 1 500 metrů nad mořem vítr na svahy ostrova a tvoří tzv. „moře mraků“ (mares de nubes). Účinek pasátových větrů je výraznější v letním období než v zimním. Během zimy ke Kanárským ostrovům zasahuje oblast nízkého tlaku, která způsobuje vyšší nestabilnost zdejšího počasí a více srážek. Jižní část ostrova, která je v závětří pasátových větrů, je více vystavena teplému vzduchu původem z Afriky. Panuje zde sušší a teplejší klima.
Tyto specifické klimatické podmínky ostrova a nízké znečištění ovzduší jsou velmi vhodné pro provoz observatoře Teide, která se nachází v nadmořské výšce 2 390 metrů.
Následující tabulka předkládá průměrné měsíční teploty a srážky ve 3 lokalitách. Letiště Tenerife Jih se nachází v jižní suché části ostrova, letiště Tenerife Sever je na severovýchodě cípu ostrova, Izaña se nachází ve vysokohorských klimatických podmínkách blízko zdejší observatoře.
| Lokalita                             | Lokalita | I       | II      | III     | IV      | V       | VI      | VII     | VIII    | IX      | X       | XI      | XII     | rok     |
| ------------------------------------ | -------- | ------- | ------- | ------- | ------- | ------- | ------- | ------- | ------- | ------- | ------- | ------- | ------- | ------- |
| letiště Tenerife Jih (64 m n. m.)    | teplota  | 18,4 °C | 18,5 °C | 19,3 °C | 19,5 °C | 20,4 °C | 22,1 °C | 24,0 °C | 24,7 °C | 24,5 °C | 23,4 °C | 21,5 °C | 19,7 °C | 21,4 °C |
| letiště Tenerife Jih (64 m n. m.)    | srážky   | 17 mm   | 20 mm   | 15 mm   | 7 mm    | 1 mm    | 0 mm    | 0 mm    | 1 mm    | 4 mm    | 12 mm   | 26 mm   | 30 mm   | 132 mm  |
| letiště Tenerife Sever (632 m n. m.) | teplota  | 13,1 °C | 13,4 °C | 14,5 °C | 14,7 °C | 16,1 °C | 18,1 °C | 20,2 °C | 21,2 °C | 20,7 °C | 18,9 °C | 16,5 °C | 14,3 °C | 16,8 °C |
| letiště Tenerife Sever (632 m n. m.) | srážky   | 80 mm   | 70 mm   | 61 mm   | 39 mm   | 19 mm   | 11 mm   | 6 mm    | 5 mm    | 16 mm   | 47 mm   | 81 mm   | 82 mm   | 520 mm  |
| Izaña (2 367 m n. m.)                | teplota  | 4,3 °C  | 4,7 °C  | 6,4 °C  | 7,6 °C  | 10,1 °C | 14,4 °C | 18,5 °C | 18,2 °C | 14,5 °C | 10,6 °C | 7,8 °C  | 5,6 °C  | 9,9 °C  |
| Izaña (2 367 m n. m.)                | srážky   | 47 mm   | 67 mm   | 58 mm   | 18 mm   | 7 mm    | 0 mm    | 0 mm    | 5 mm    | 13 mm   | 37 mm   | 54 mm   | 60 mm   | 392 mm  |

## Fauna a flóra
Hlavní charakteristikou vegetace na Kanárských ostrovech je její distribuce po výškových pásmech. Tenerife je ukázkový příklad různých ekosystémů, které se vyvinuly v různých nadmořských výškách. Nachází se zde ekosystémy od pobřežního až k horskému ve výškách přes 3 500 nad mořem. Klima a dešťové srážky na celém ostrově jsou ovlivněny pasátovými vlhkými větry, které vanou východním směrem. Na severní části ostrova je srážkový úhrn vyšší než na jižní. Charakteristika vegetace je závislá na srážkách, proto na severním Tenerife rostou více vlhkomilná rostlinná společenství, zatímco na jihu je vegetace přizpůsobena většímu suchu. Na Tenerife rozlišujeme 5 výškových vegetačních pásů.
- pásmo příbřežních křovin a porostů:[21] Území mezi hladinou moře a výškou 300 metrů na severu ostrova, v jižní části až do nadmořské výšky 800 metrů. Panuje zde horké klima, nedostatek srážek (pod 250 mm/rok). Navíc je tato oblast nejvíce zasažena urbanistickým rozvojem. Převažují zde sukulentní rostliny pryšovec kanárský (euphorbia canariensis) a pryšec balzámodárný (euphorbia balsamifera).

- pásmo teplomilných lesů:[22] Tento vegetační pás představuje přechod mezi nížinnými společenství. Srážky zde jsou vyšší než při pobřeží, ale nižší než v pásmu stále zelených lesů ve vyšších nadmořských výškách. Typickými zástupci tohoto vegetačního pásma jsou palma kanárská (phoenix canariensis), jalovec fénický (juniperus phoenicea) a dračinec dračí (dracaena draco, jeden ze symbolů ostrova [6]).

- pásmo stále zeleného lesa:[23] Tento vegetační ekosystém se nachází pouze v severní části ostrova v nadmořských výškách 700 - 1 500 metrů, kde panuje vlhčí klima. Jedná se o zónu, kde se tvoří tzv. „moře mraků“, která zajišťují specifické podmínky pro rostliny, především dostatečnou vlhkost vzduchu. Na sušším jihu ostrova se nevyskytuje.
  - laurisilva - Jedná se o subtropický mlžný les, který roste pouze v Makaronéském regionu. Najdeme zde vavřín azorský (laurus azorica), vavřín kanárský (laurus novocanariensis), vavřín zápašný (ocotea foetens), cesmínu kanárskou (Ilex canariensis), vřesovec stromovitý (erica arborea) či kanarínu kanárskou (canarina canariensis).
  - fayal-brezal - Toto rostlinné společenství je rozšířeno tam, kde je vlhkost nedostatečná pro rozvoj laurisilvy. Nejrozšířenějšími rostlinami jsou zde voskovník makaronéský (španělsky fayal) a vřesovec stromovitý (brezal).

- pásmo borovicových lesů:[24] Toto pásmo se vyskytuje od nadmořských výšek 400 metrů v jižní části ostrova a od 1 500 metrů (horní mez laurisilvy) v severní části. Zasahuje až do výšek okolo 2 000 metrů nad mořem. Jedná se o monokulturní porost borovice kanárské (pinus canariensis). Tento endemický strom je přizpůsobený zdejším podmínkám - jeho jehlice jsou drobné a tvrdé, má i specifický kořenový systém.

- vysokohorské vegetační pásmo:[25] Vegetace se v nadmořské výšce přes 2 000 musela přizpůsobit zdejším tvrdým podmínkám, především silným větrům a slunečními svitu, velkému střídání teplot, nízkým srážkám nebo během zimního období sněhu a ledu. Rostou zde například endemické rostliny adenokarpus lepkavý (adenocarpus viscosus), čilimník (cytisus supranubius), hadinec Wildpretův (echium wildpretii), úhorník Bourgeaův (descurainia bourgaeana) nebo violka chejrolistá (viola cheiranthifolia).

Nejpočetnější skupinou živočichů na ostrově jsou bezobratlí, kteří obývají všechna výšková pásma ostrova. Žije zde řada druhů hmyzu, ptáků, plazů a menších savců. Na ostrov byly přivezeny ovce, kozy, prasata, králíci, ale i ježci, krysy a myši, které zde jsou nepůvodními druhy.
Mezi zdejší jedinečné živočichy patří např. motýl z řádu běláskovitých gonepteryx cleobule, ptáci pěnkava kanárská (fringilla teydea teydea, jeden ze symbloů ostrova ), holub kanárský (columba bollii), holub vavřínový (olumba junoniae), králíček obecný kanárský (regulus regulus teneriffae), plazi veleještěrka prostřední (gallotia intermedia) a veleještěrka modroskvrnná (gallotia galloti) nebo netopýr kanárský (plecotus teneriffae).

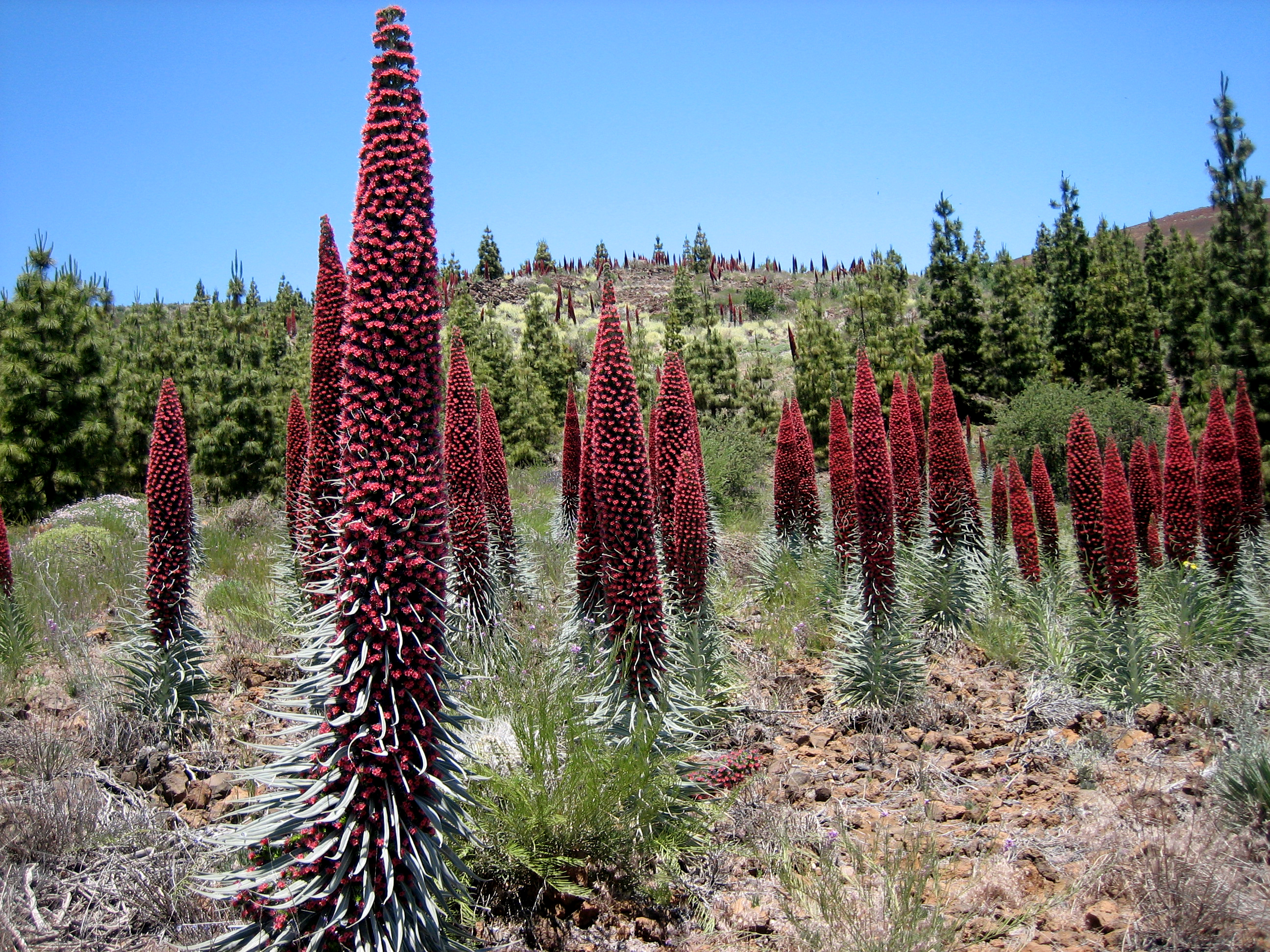
hadinec Wildpretův
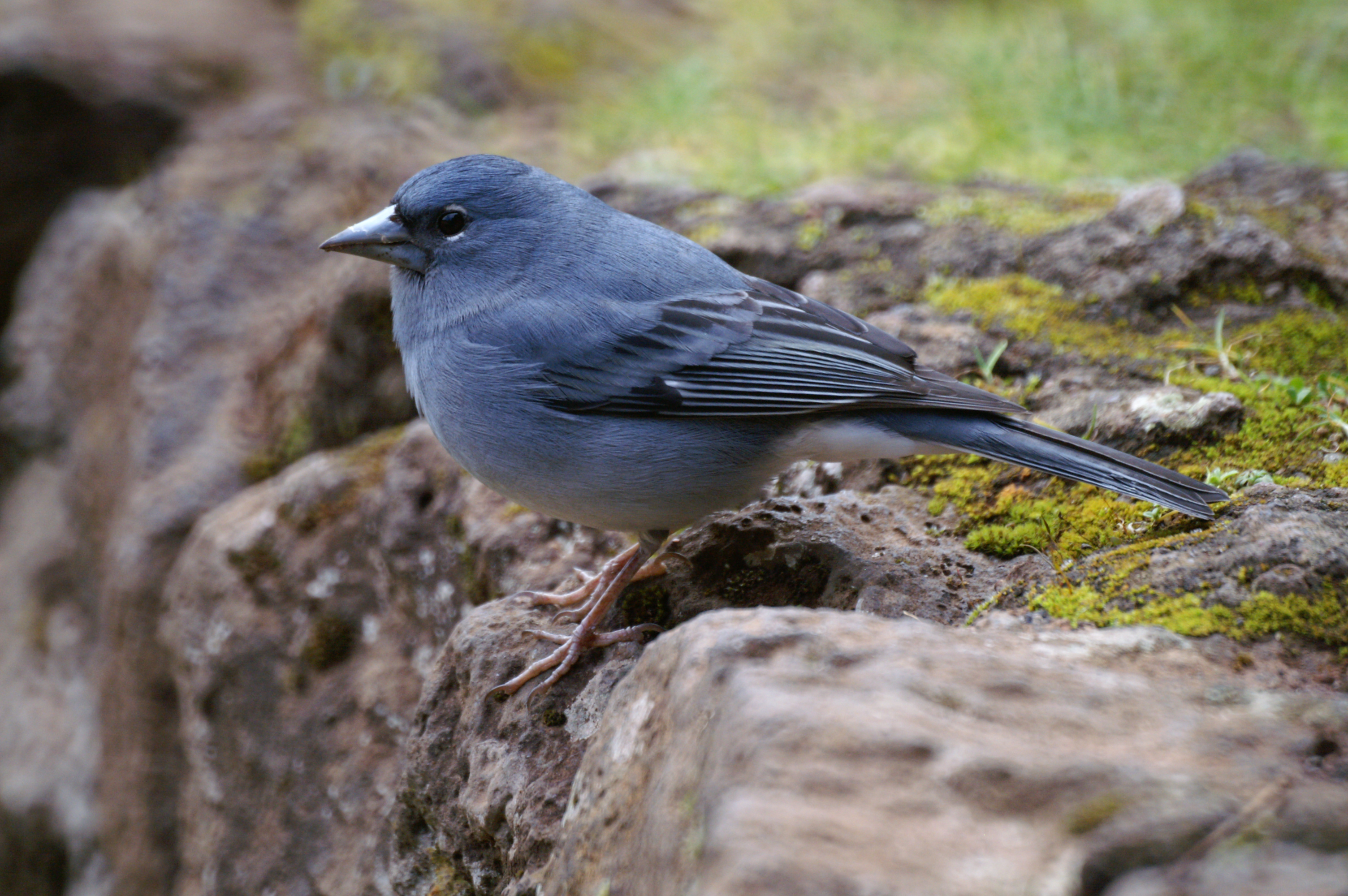
pěnkava kanárská
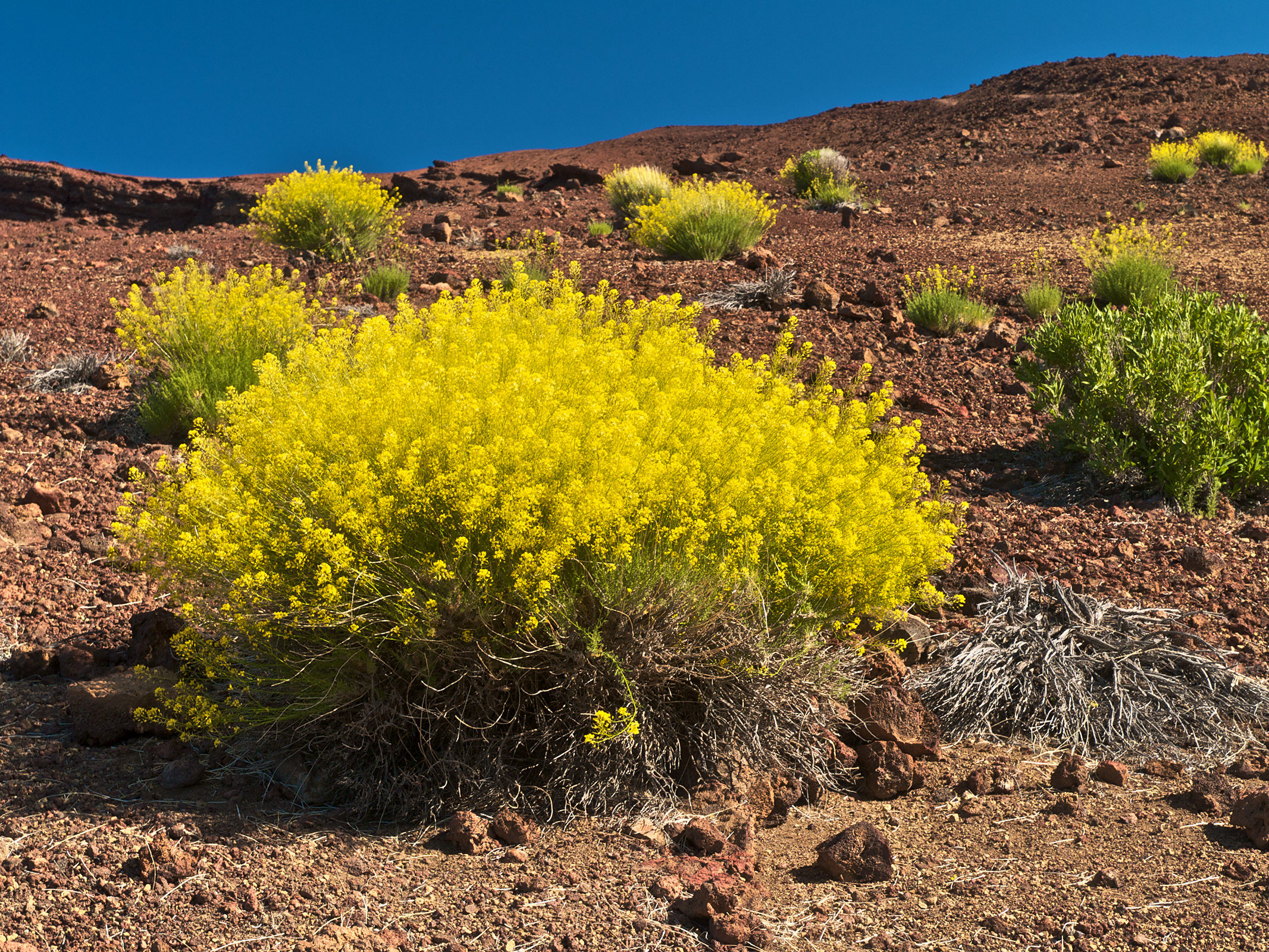
úhorník Bourgeaův
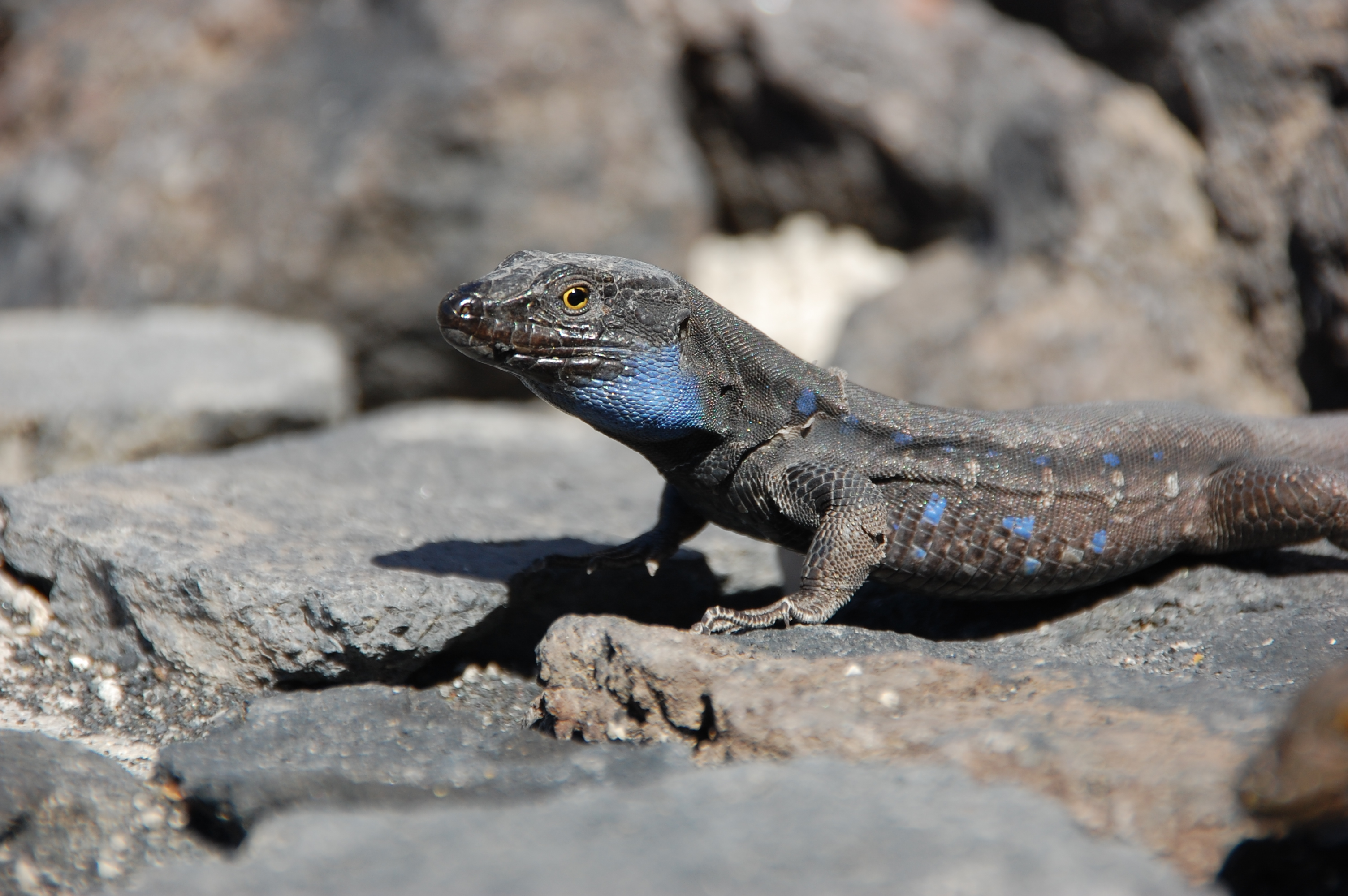
veleještěrka modroskvrnná
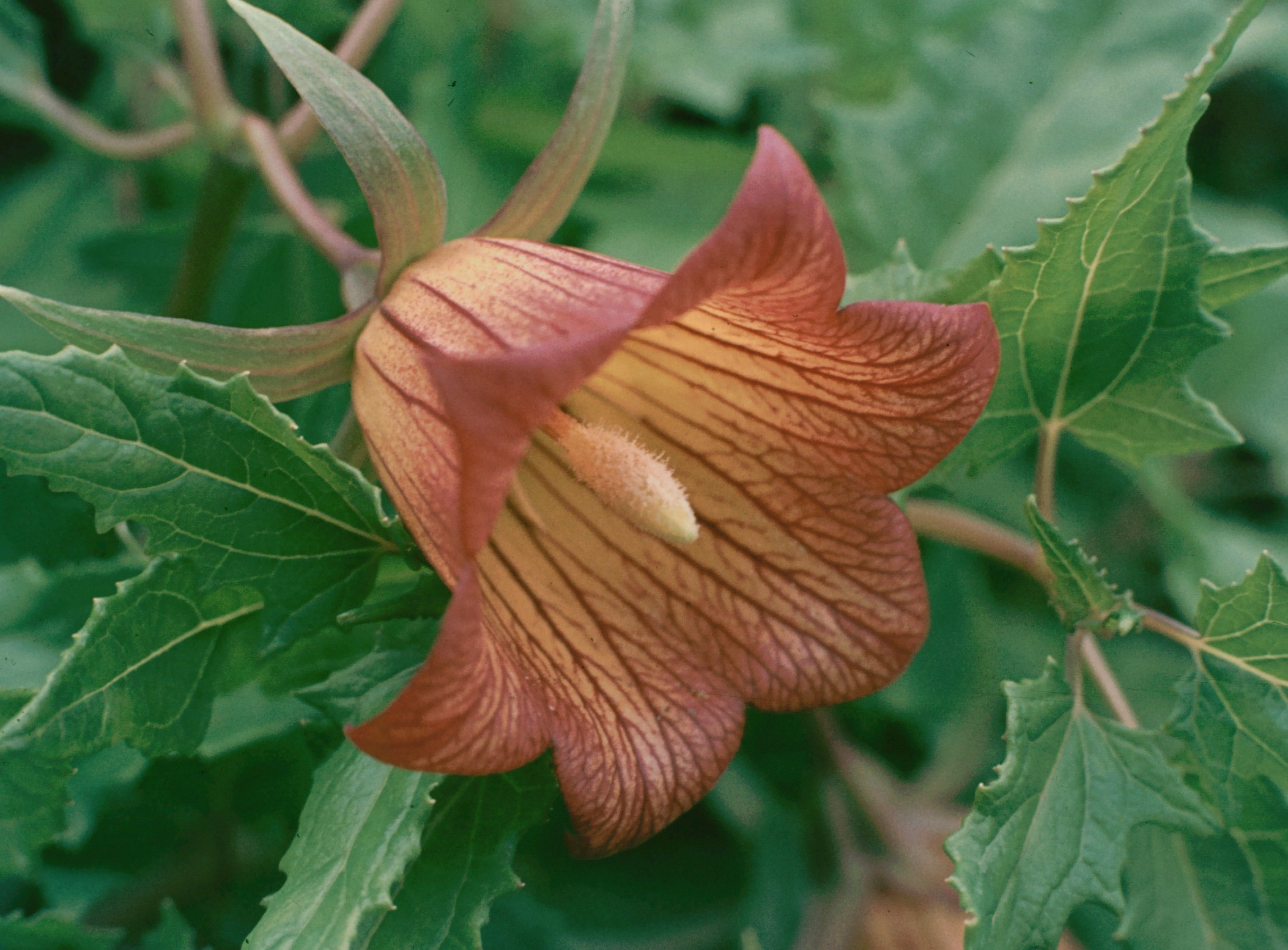
kanarína kanárská

### Chráněná území

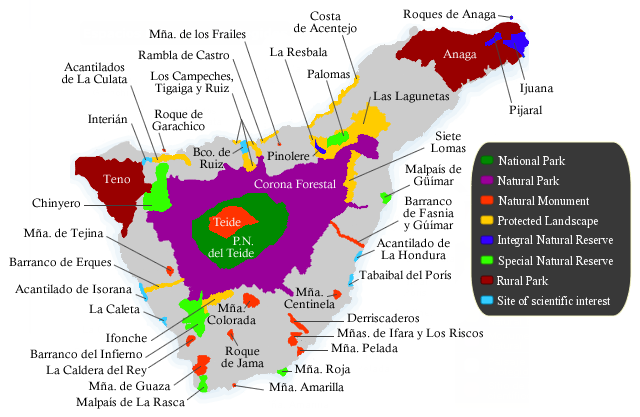
chráněná území na ostrově

Na Kanárských ostrovech bylo vyhlášeno 146 různých chráněných území, která zabírají zhruba 40% rozlohy souostroví a dohromady tvoří „Síť kanárských chráněných přírodních území“ (španělsky Red Canaria de Espacios Naturales Protegidos).
Na Tenerife se nachází 43 chráněných území, která pokrývají 48,5% rozlohy ostrova. Tato území jsou rozděleny do 8 kategorií.
- 1 národní park (parque nacional)
- 1 přírodní park (parque natural)
- 2 venkovské parky (parque rural)
- 4 integrované přírodní rezervace (reservas naturales integrales)
- 6 speciálních přírodní rezervací (reservas naturales especiales)
- 14 přírodních památek (monumento natural)
- 9 chráněných krajinných celků (paisaje protegido)
- 6 míst vědeckého zájmu (sitio de interés científico)

Nejrozlehlejšími chráněnými oblastmi jsou parque nacional del Teide (189,90 km²) a parque natural de la Corona Forestal (466,13 km²) v centrální části, parque rural de Anaga (144,18 km²) na severovýchodě a parque rural de Teno (80,63 km²) na západě ostrova.

## Administrativní členění

obce na ostrově

Tenerife se dělí na 31 obcí (municipios):
- Adeje
- Arafo
- Arico
- Arona
- Buenavista del Norte
- Candelaria
- Fasnia
- Garachico
- Granadilla de Abona
- La Guancha
- Guía de Isora
- Güímar
- Icod de los Vinos
- La Matanza de Acentejo
- La Orotava
- Puerto de la Cruz
- Los Realejos
- El Rosario
- San Cristóbal de La Laguna
- San Juan de la Rambla
- San Miguel de Abona
- Santa Cruz de Tenerife
- Santa Úrsula
- Santiago del Teide
- El Sauzal
- Los Silos
- Tacoronte
- El Tanque
- Tegueste
- La Victoria de Acentejo
- Vilaflor

## Obyvatelstvo
Tenerife je španělským ostrovem s nejvyšším počtem obyvatel. V roce 2018 na něm žilo 904 713 obyvatel (co do počtu obyvatel za ostrovem Tenerife figurují Mallorca a Gran Canaria). Téměř jedna čtvrtina obyvatelstva žije v hlavním městě Santa Cruz de Tenerife a zhruba 45% obyvatelstva v jeho metropolitní oblasti. Největší obce jsou Santa Cruz de Tenerife (204 856 obyvatel), San Cristóbal de La Laguna (155 549), Arona (79 448), Adeje (47 280) a La Orotava (41 833).
Příslušníci jiných států než Španělska tvoří významnou část obyvatelstva ostrova. V roce 2018 jich bylo 110 162, což představuje 12,1% celkového obyvatelstva. Nejpočetnější komunitou byli Italové (18 990 osob), Britové (11 281), Venezuelané (10 253) a Němci (8 457).

### Vývoj počtu obyvatel
Na začátku 20. století představovalo obyvatelstvo Kanárských ostrovů 1,94% veškeré španělské populace. V roce 2000 obyvatelstvo Kanárských ostrovů tvořilo již 4,0% celostátní populace. V roce 1990 žilo na Tenerife 663 306, v roce 2000 709 365. Počet obyvatel se navýšil o 46 059 osob, což představuje roční přírůstek 0,69% během dekády 1990-2000. V roce 2010 populace na Tenerife čítala již 906 854 osob, oproti roku 2000 přibylo 197 489 obyvatel. Průměrný roční přírůstek obyvatelstva v této dekádě byl 2,78%. Po roce 2010 je počet obyvatel relativně stabilní.
Vývoj počtu obyvatel

## Ekonomika

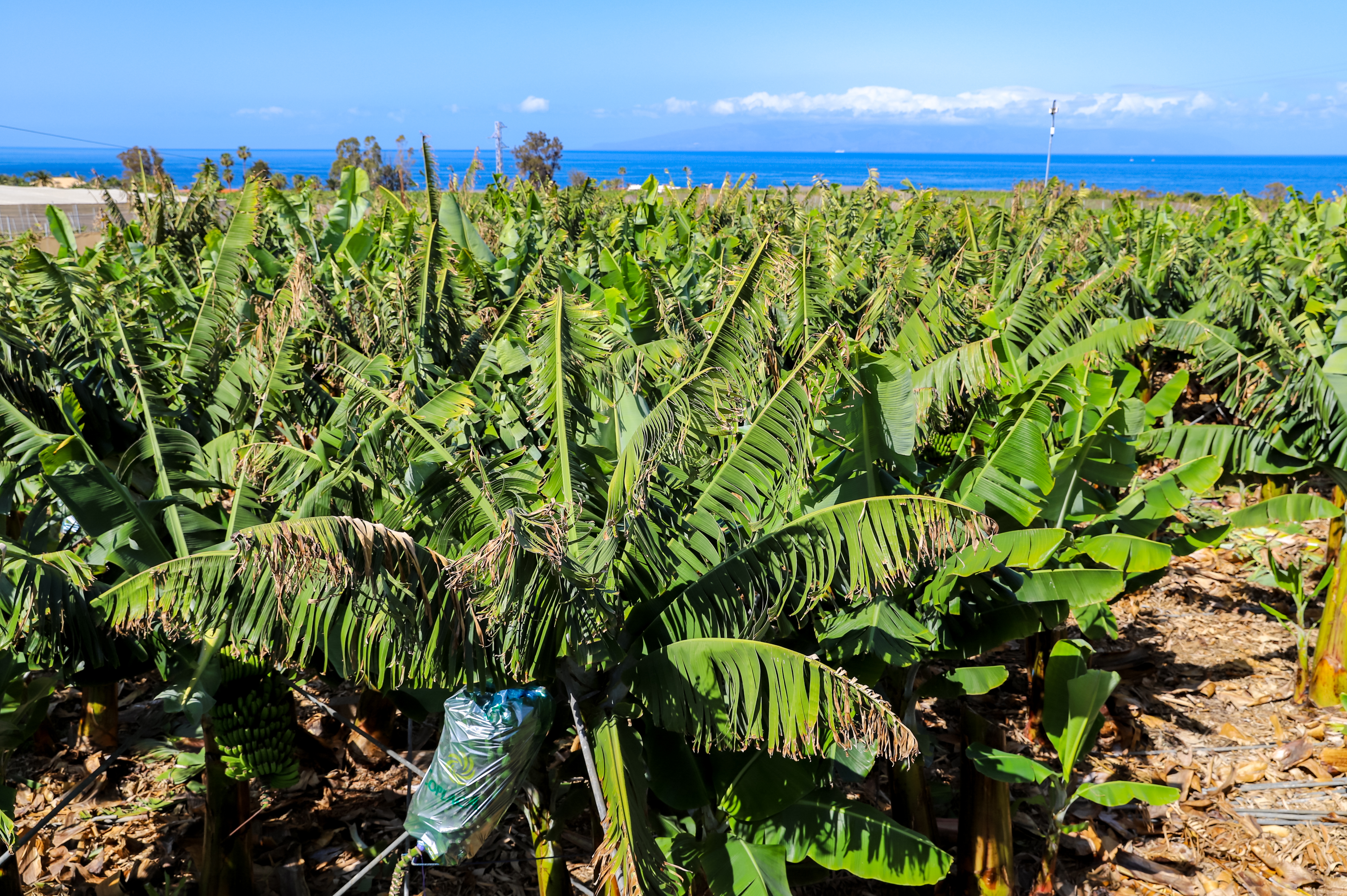
Plantáž banánovníků

Hrubý domácí produkt ostrova dosáhl v roce 2017 hodnoty 18,7 miliardy €. Primární sektor (zemědělství, rybolov, chovatelství, lesnictví, těžba) tvořil pouze 1,5% z celkového HDP Kanárských ostrovů, sekundární sektor (energetika, průmysl, výstavba) představoval 7,8% HDP. Terciární sektor (především služby a turismus) hraje v ekonomice souostroví zásadní roli, tvoří 89,7% HDP.

### Primární sektor
Pro zemědělské účely se využívá 238 km² půdy, z toho je 110 km² zavlažovaných. Největší podíl zemědělské půdy zabírají vinice, plantáže banánů, pomerančů, bramborová a zeleninová pole. V roce 2018 se na ostrově vypěstovalo přes 159 000 tun banánů, 108 000 tun zeleniny a 38 000 tun brambor. Chovatelství hospodářských zvířat je na Tenerife zastoupeno především chovem prasat, koz a ovcí. V menší míře se chová skot a drůbež. Průměrně se za rok vyloví na Tenerife okolo 7 500 tun ryb a dalších mořských plodů. Část ryb (především mořčák evropský a mořan zlatý) pochází z akvakulturních chovů. Většina zemědělské produkce se exportuje do kontinentálního Španělska a zemí Evropské unie.

### Sekundární sektor
Sekundární sektor představuje na ostrově především stavebnictví, hlavně výstavba ubytovacích a rekreačních zařízení a technické infrastruktury, dále pak výroba energie (většina elektřiny pochází z tepelných elektráren spalujících ropu, zemní plyn či mazut). Nejrozšířenějším průmyslovým odvětvím na ostrově je potravinářství. V roce 1930 byla v blízkosti přístavu v hlavním městě otevřena první ropná rafinerie ve Španělsku. Jako podpora hospodářského růstu a diverzifikace průmyslu celého souostroví vznikla v roce 2000 „Zona especial Canaria“ (česky Zvláštní kanárská zóna). Jedná se o území o rozloze 450 hektarů rozdělené na 13 různých oddělených průmyslových zón na všech ostrovech. Na Tenerife se nachází 5 lokalit o celkové výměře 150 ha zahrnutých v tomto podpůrném programu. Firmy sídlící v těchto průmyslových polygonech např. platí nižší daň z příjmu právnických osob (pouze 4%), existují i další daňové úlevy.

### Terciární sektor
Sektor služeb na Tenerife a celém souostroví představuje nejdůležitější součást zdejší ekonomiky. Zásadní význam má turistika a na ni navázané činnosti. Tenerife je nejnavštěvovanější ostrov z Kanárského souostroví. V roce 2018 na něj zavítalo více než 5 miliónů zahraničních turistů, z toho 2,35 milionů Britů a 0,87 milionů Němců. Významnou skupinu turistů tvoří i občané Skandinávie a zemí Beneluxu. Čechů bylo necelých 20 tisíc.

## Doprava
Na Tenerife se nacházejí dvě mezinárodní letiště a dva přístavy, kterými je ostrov spojen s okolním světem. Komunikaci po ostrově zajišťuje především automobilová doprava. Mezi městy Santa Cruz de Tenerife a San Cristóbal de La Laguna funguje tramvajová doprava, existuje zde síť autobusů (v kanárské španělštině se pro ně používá výraz guagua) a vozů taxi.
Nejdůležitější pozemní komunikace jsou dvě dálnice, které začínají v metropolitní oblasti Santa Cruz de Tenerife. Autopista del Sur (označení TF-1) je dlouhá 103 km, táhne se podél východního a jižního pobřeží ostrova a spojuje hlavní město s obcí Santiago del Teide. Druhá dálnice se nazývá Autopista del Norte, nese označení TF-5, dosahuje délky 39,5 km a spojuje Santa Cruz de Tenerife s obcí Los Realejos. V listopadu 2019 byla zahájena výstavba zbývajících 11,3 kilometrů, které po dokončení spojí obě komunikace a tím se vytvoří okruh po obvodu celého ostrova, tzv. „anillo insular“.
Zdejší letiště jsou Aeropuerto de Tenerife Sur a Aeropuerto de Tenerife Norte. V roce 2015 odbavily obě letiště dohromady více než 12 900 000 cestujících. První zmíněné se nachází na jihu ostrova a je převážně využíváno zahraničními turisty, zatímco Aeropuerto de Tenerife Norte se nachází v metropolitní oblasti hlavního města a převažuje zde regionální doprava a přeprava zboží. Obě letiště poskytují spojení s významnými španělskými městy na Pyrenejském poloostrově (Madrid, Barcelona, Sevilla, Málaga, Bilbao, Valencie) i mnoha evropskými městy.
Dva velké přístavy na Tenerife jsou ve správě státní organizace Autoridad Portuaria de Santa Cruz de Tenerife. Menší z nich se nachází na jihu ostrova v lokalitě Los Cristianos a slouží především pro turistické účely. Druhý přístav je v hlavním městě a slouží nejen pro turistické účely, ale také pro nákladní dopravu. V roce 2015 těmito přístavy prošlo téměř 3 500 000 cestujících a 10 800 000 tun zboží a materiálu.

## Turismus
Hlavní centrum turistického ruchu s řadou letovisek a hotelovými komplexy se nachází na jihu ostrova. Zatímco sever je spíše skalnatý, pobřeží na jihu tvoří písečné pláže (písek byl převážně dovezen ze Sahary).

### Sever ostrova a vnitrozemí
Střed ostrova je hornatý, nachází se zde řada výhledů na krásnou krajinu. Na severu se nachází města La Orotava, Puerto de la Cruz, Icod de los Vinos, San Cristóbal de La Laguna (světové dědictví UNESCO, velmi známá je zdejší katedrála Panny Marie Pomocné), hlavní město Santa Cruz de Tenerife a další. Mezi hlavní turistické zajímavostí tohoto města patří Auditorium na Tenerife, Plaza de España a Parque García Sanabria. Světoznámý karneval v Santa Cruz de Tenerife pořádaný každoročně v únoru je jedním z největších karnevalů na světě. Dalšími atrakcemi severu jsou např. pláž Playa de Las Teresitas a zoologická zahrada Loro Parque s oceanáriem.

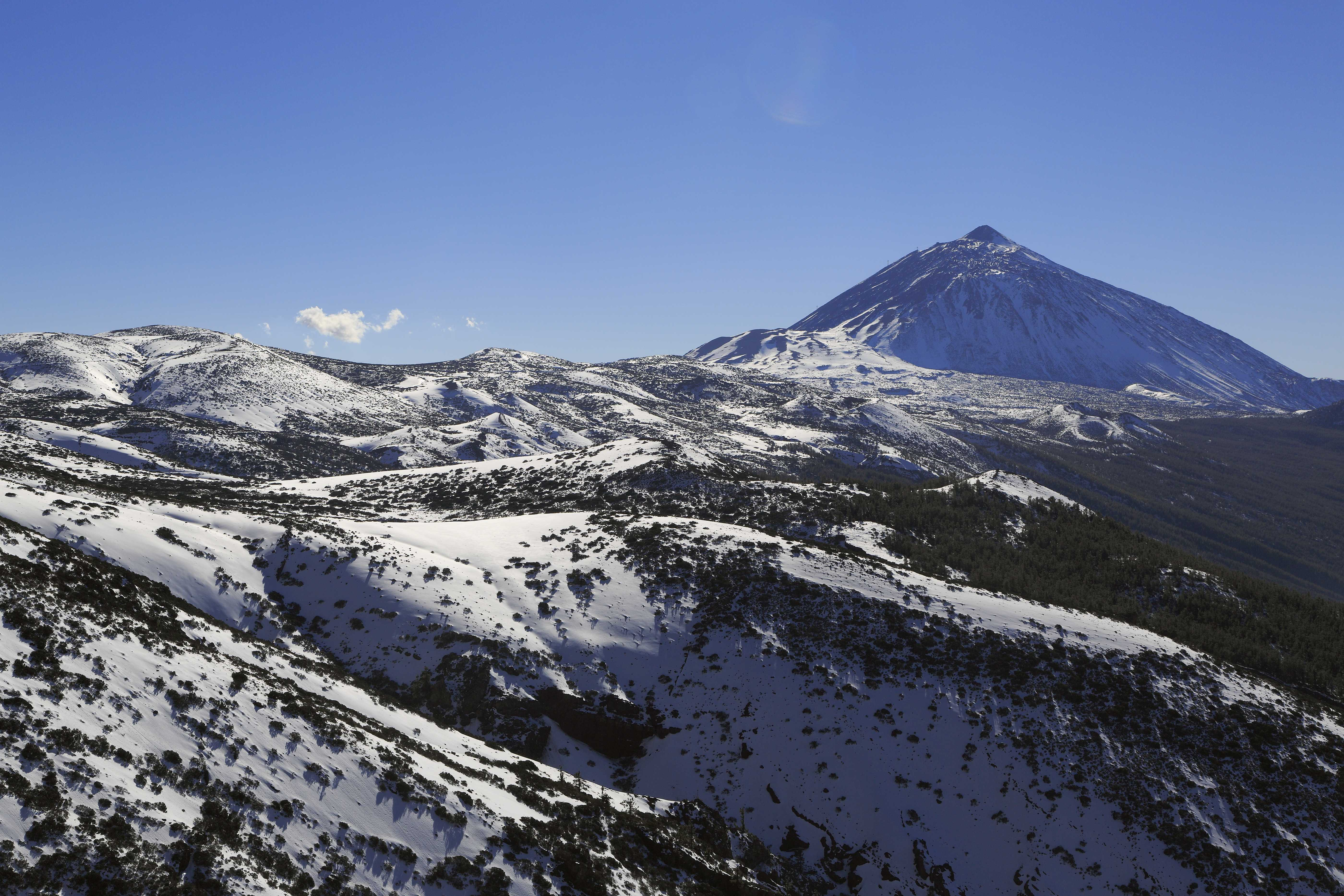
Pico del Teide, dominanta ostrova
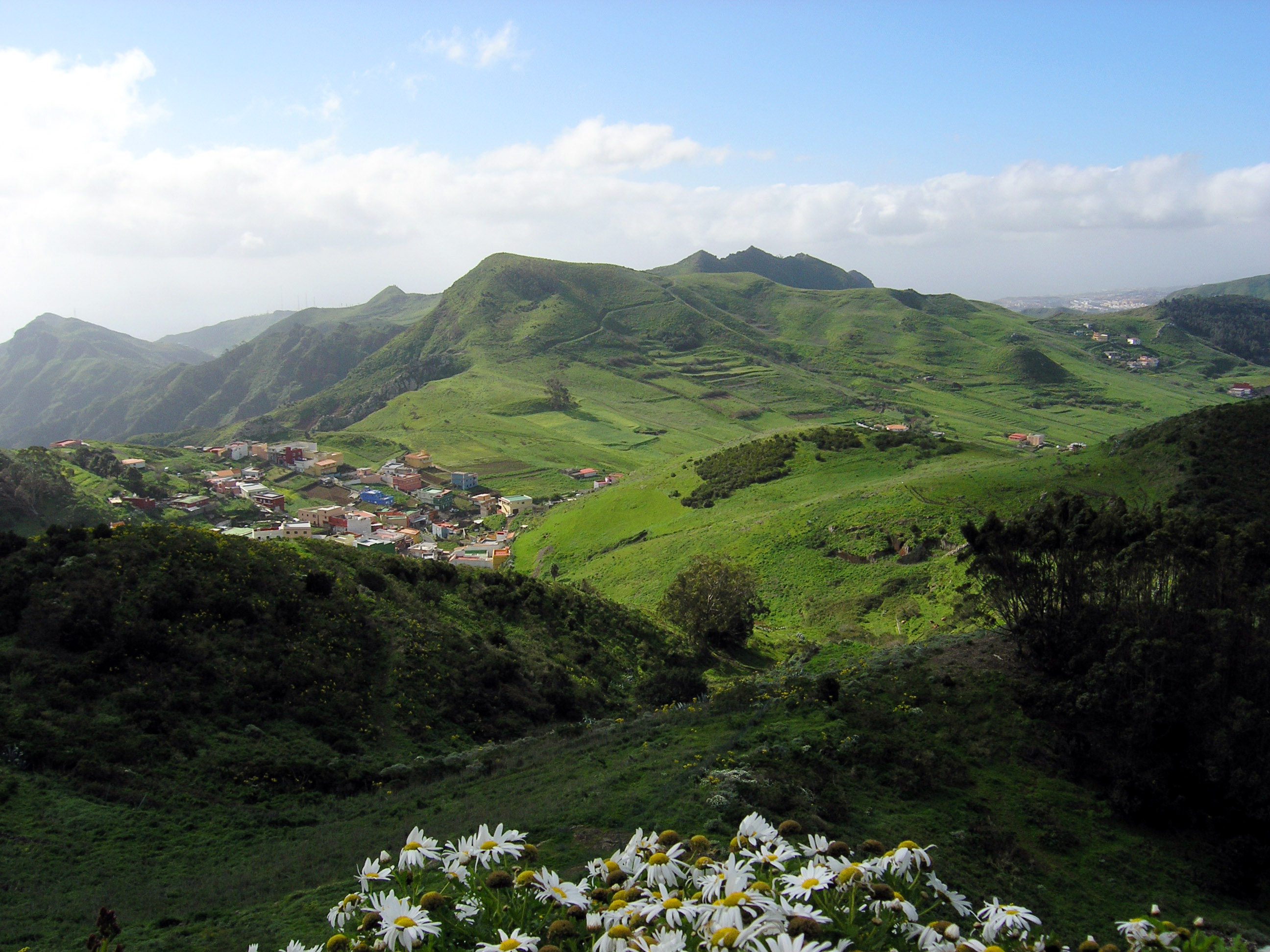
Pohoří Anaga
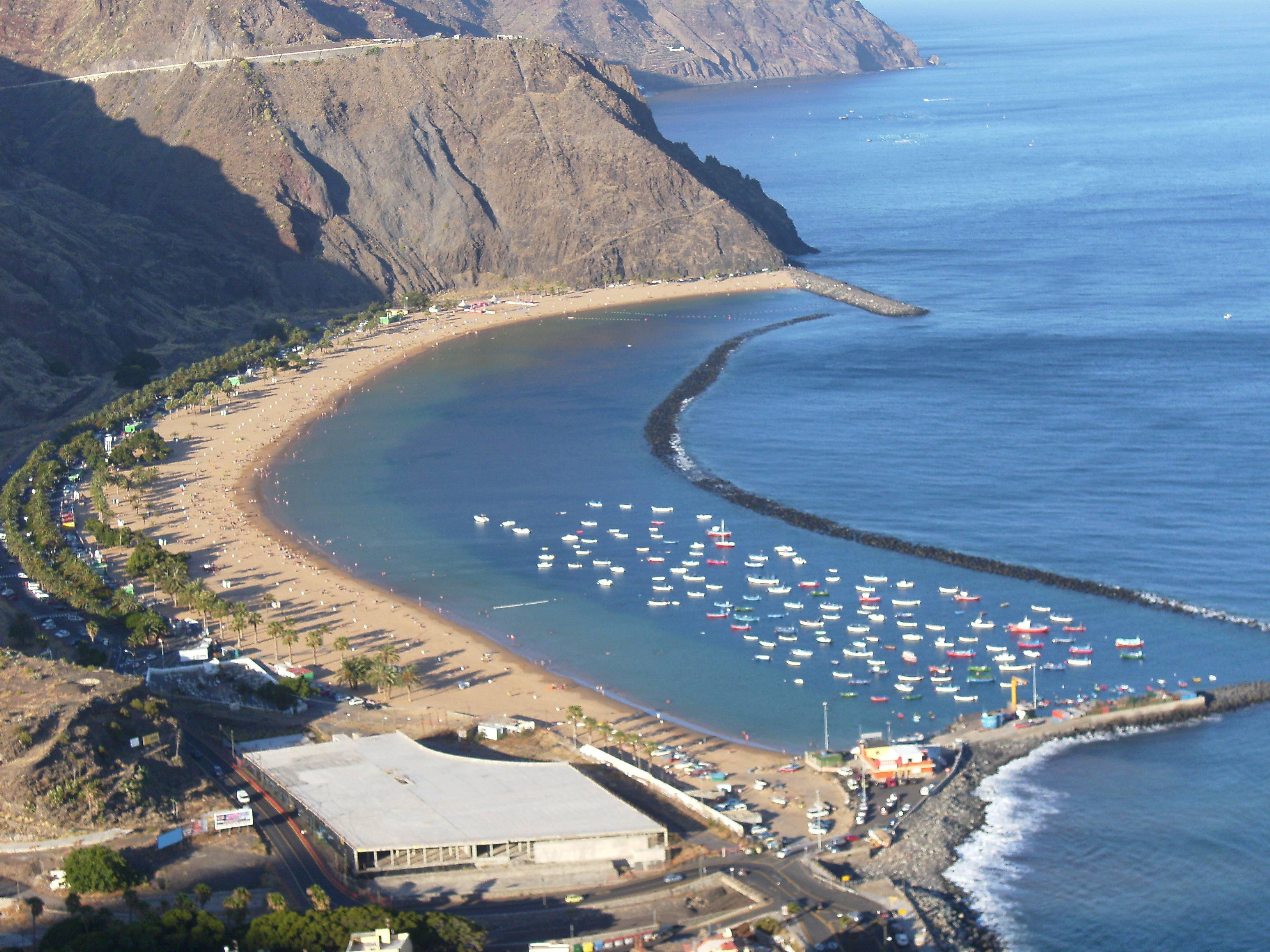
Playa de Las Teresitas
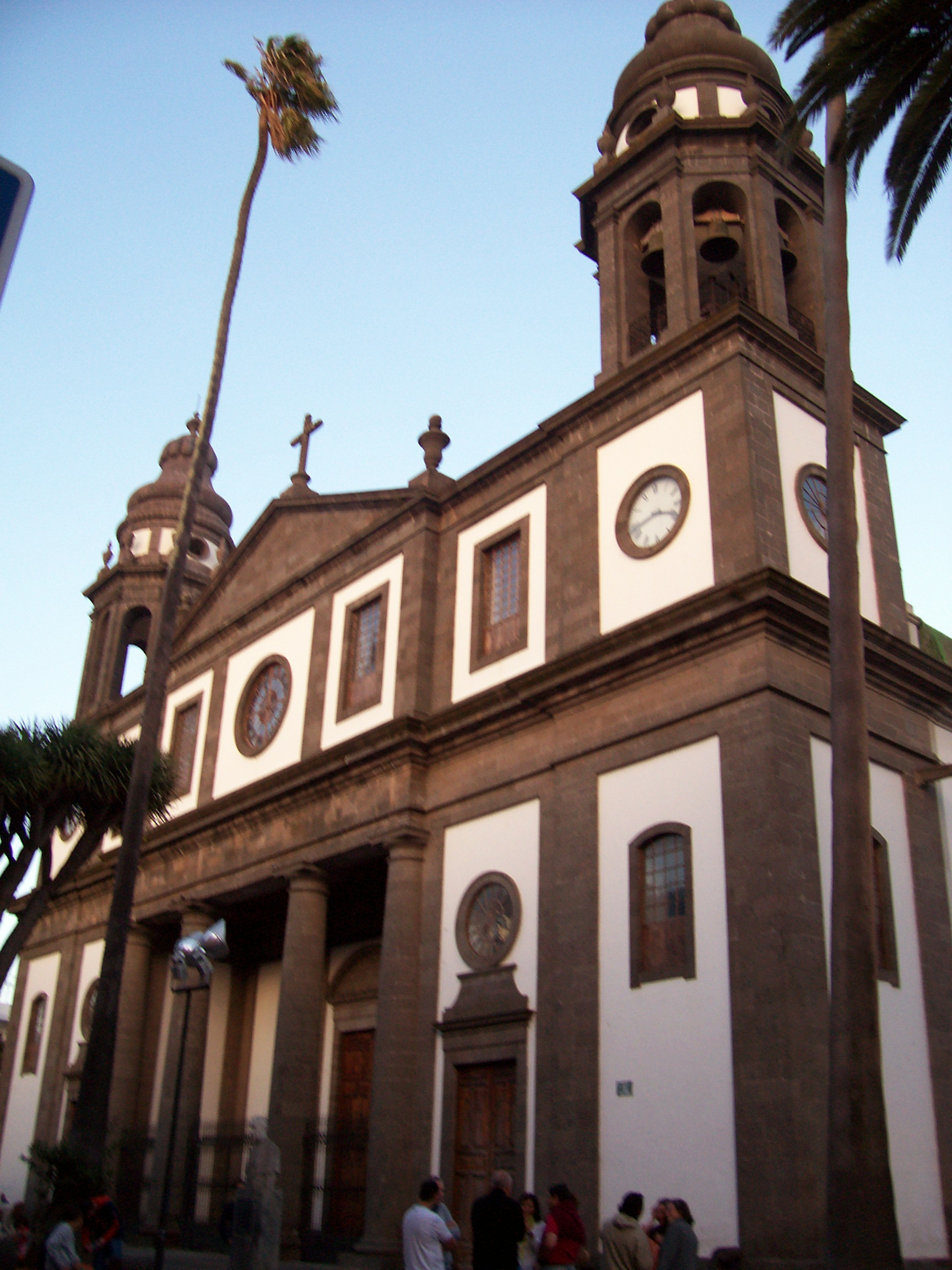
San Cristóbal de La Laguna
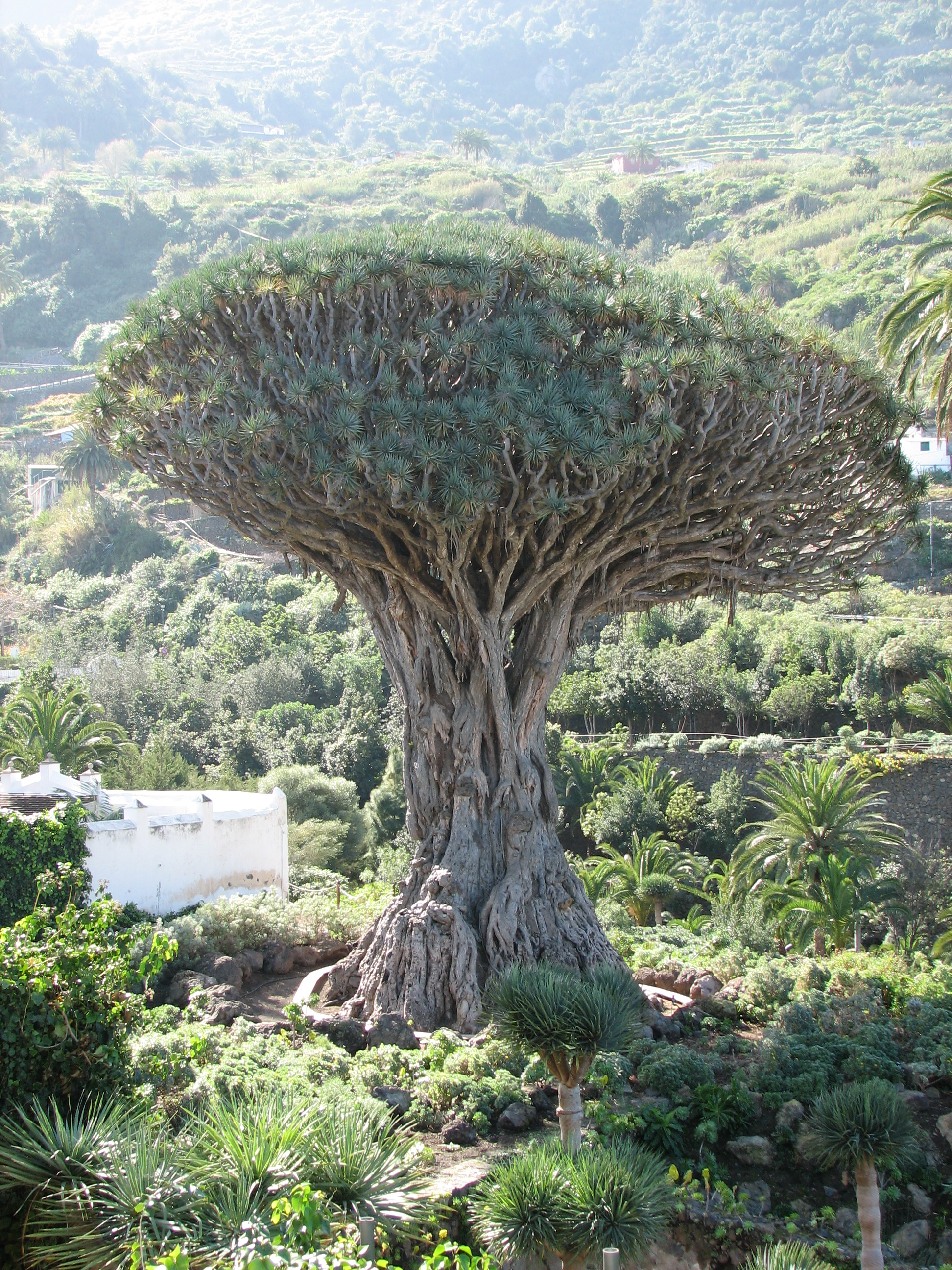
Dračinec dračí poblíž Icod de los Vinos
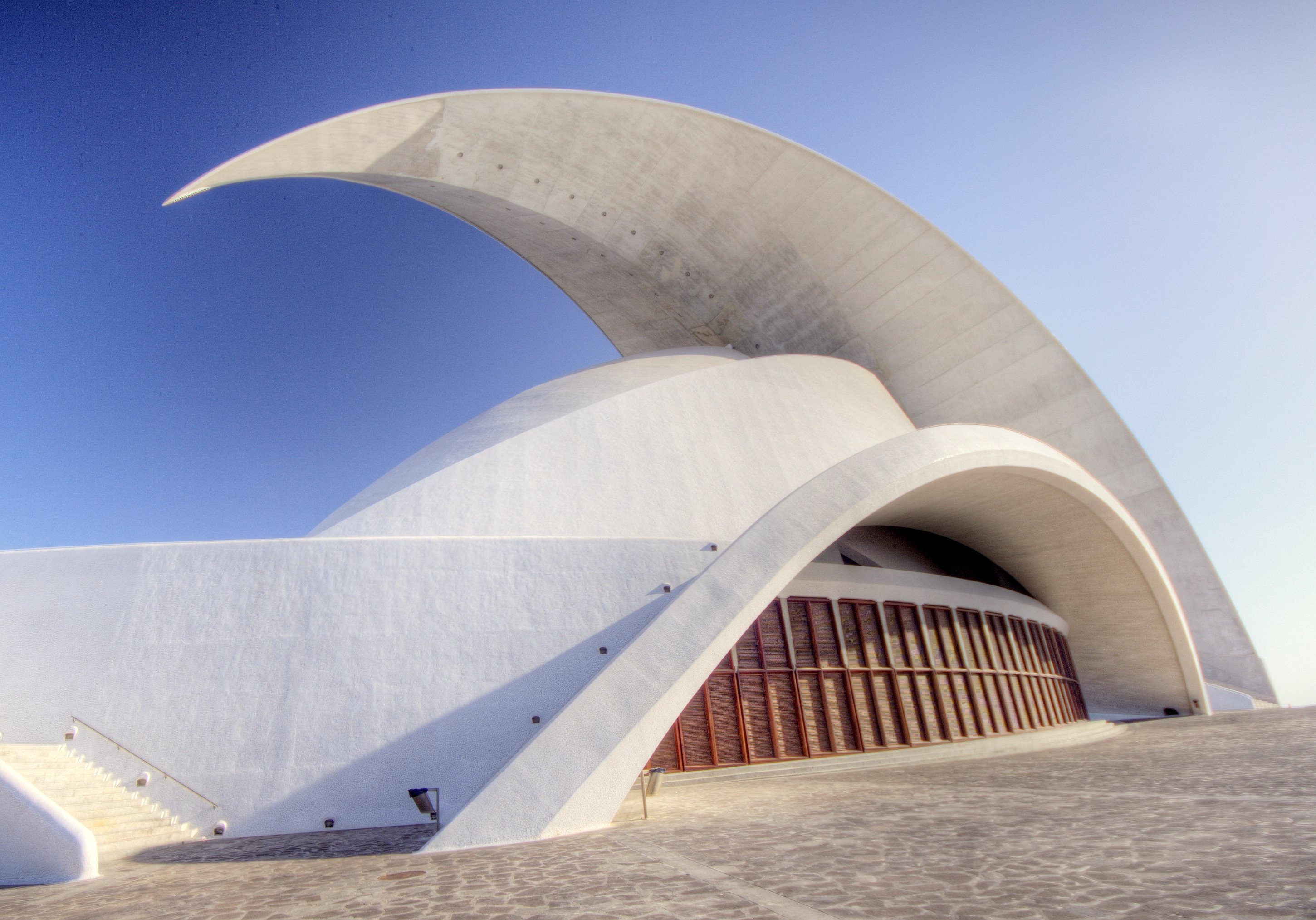
Auditorium na Tenerife

### Jih ostrova
Turisty nejnavštěvovanějšími letovisky na jihu ostrova jsou Costa Adeje Los Cristianos, Playa de Las Americas, El Médano a Las Galletas. Významné je i město Candelaria, které je hlavním poutním místem celého souostroví, kde je uctíván obraz Panně Marii Candelárské, patronky Kanárských ostrovů. Dalšími vyhledávanými turistickými cíli jsou útesy Los Gigantes, pyramidy v Güímaru, vodní park Siam Park.

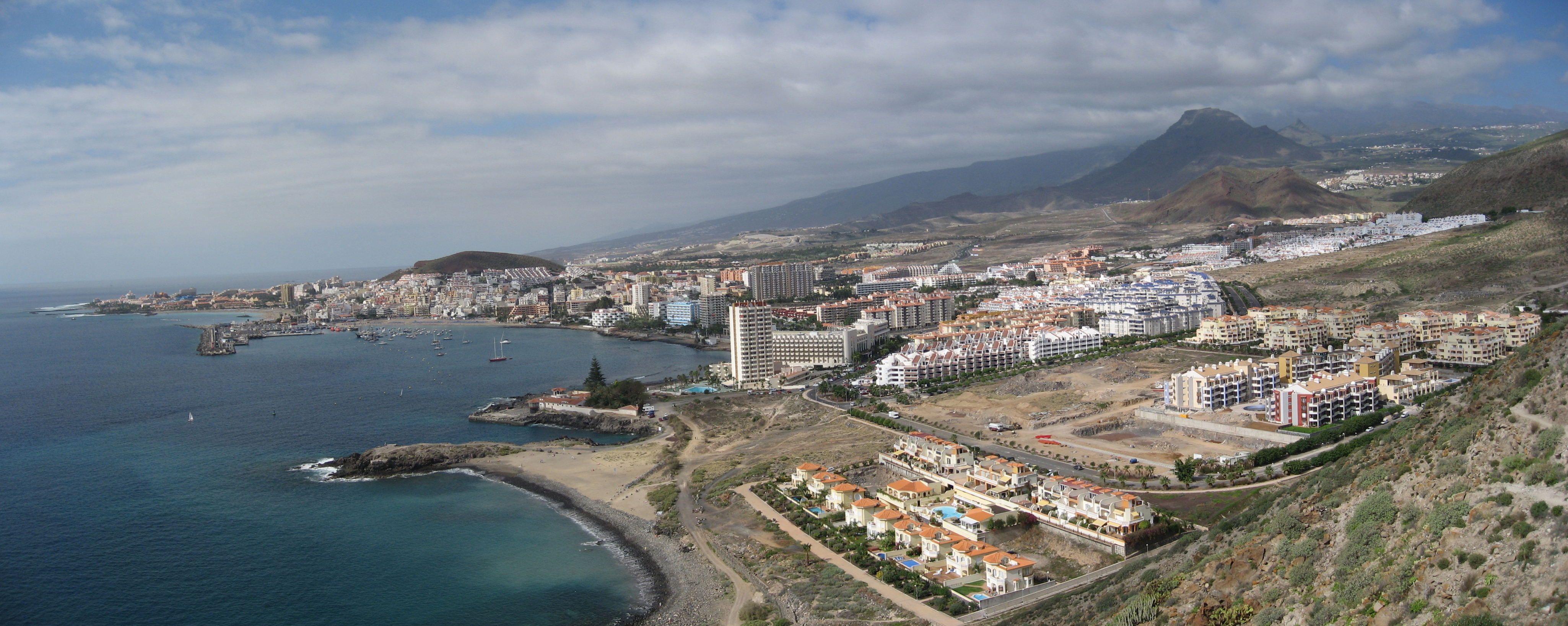
Los Cristianos
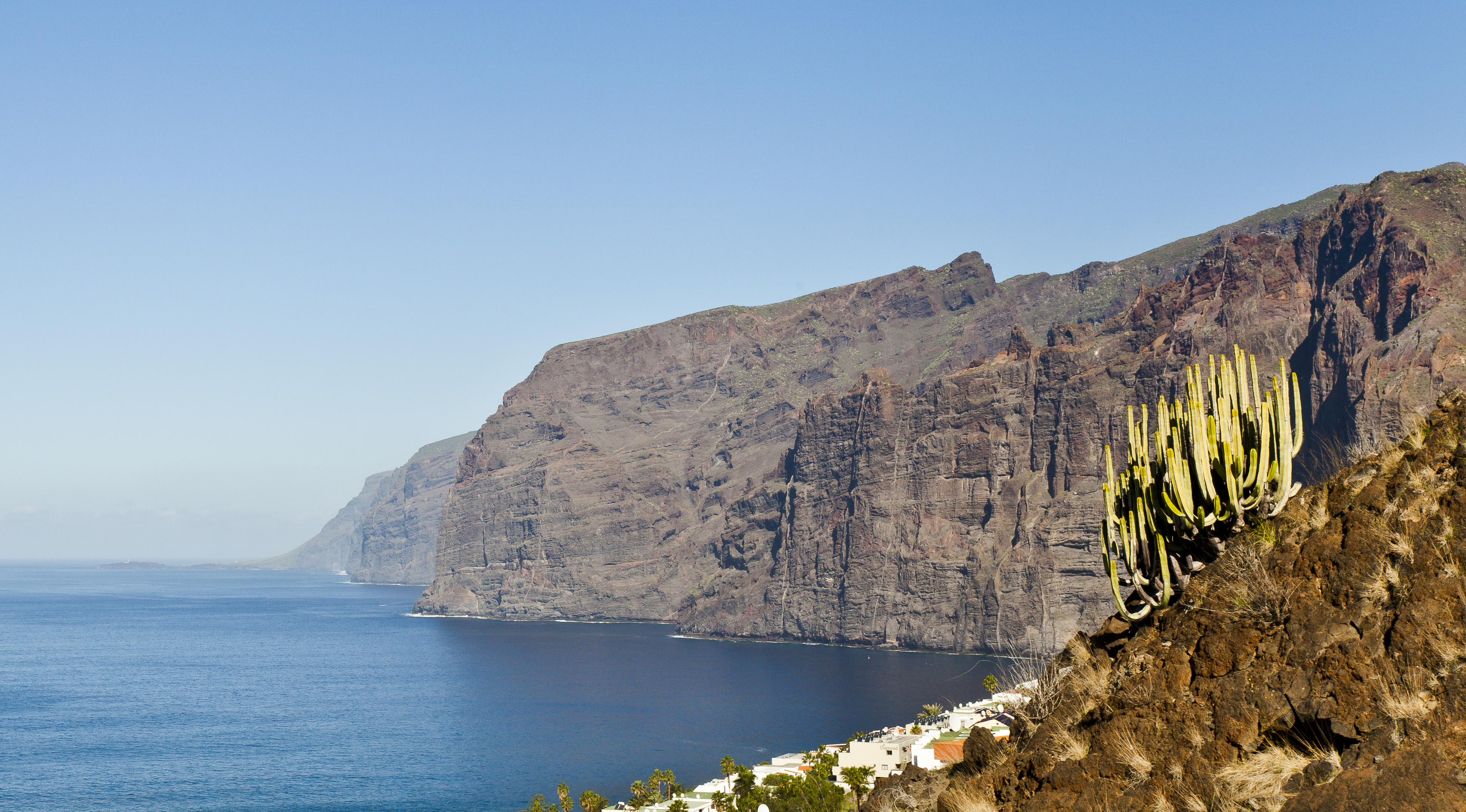
Los Gigantes
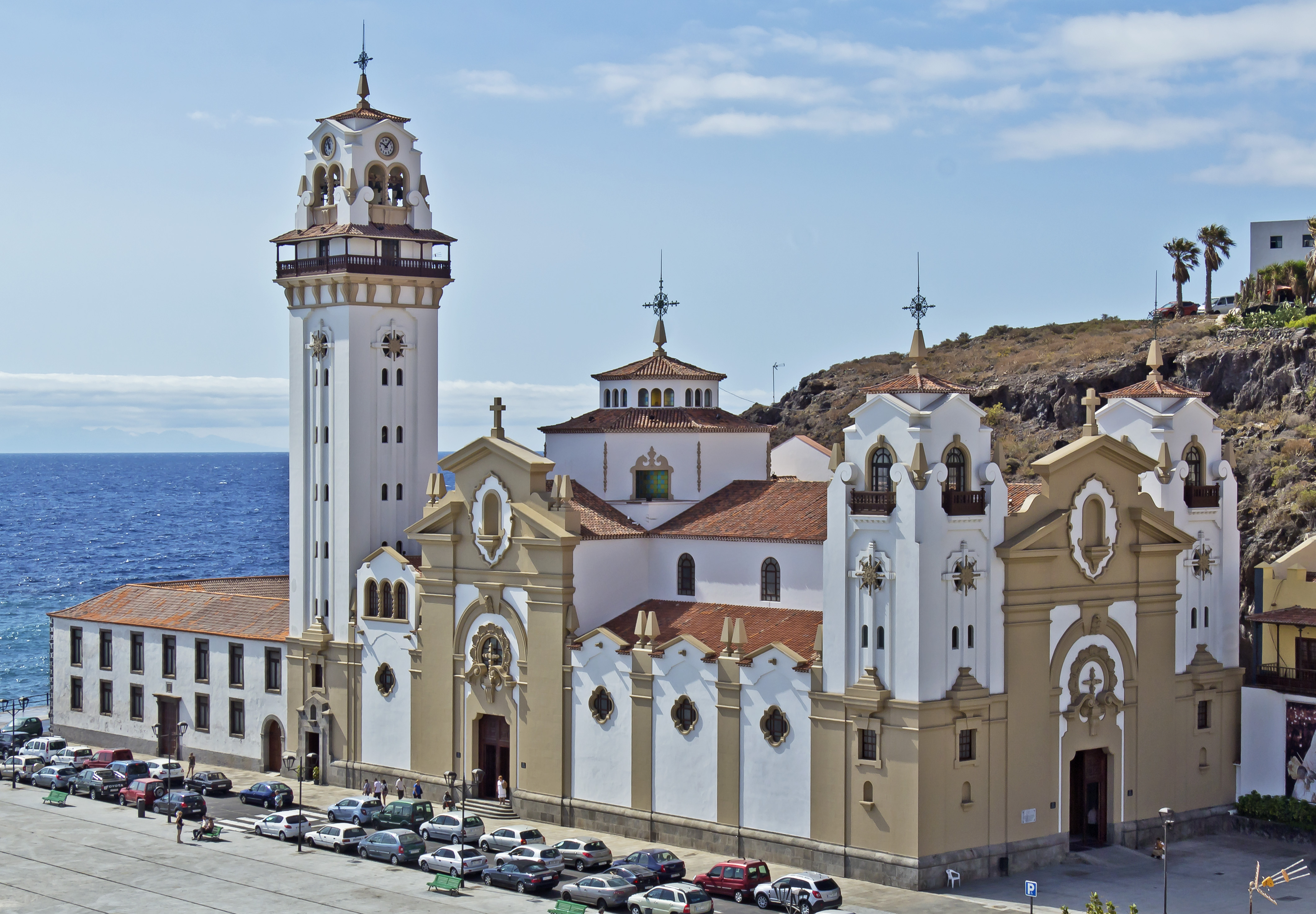
Bazilika Panny Marie v Candelaria
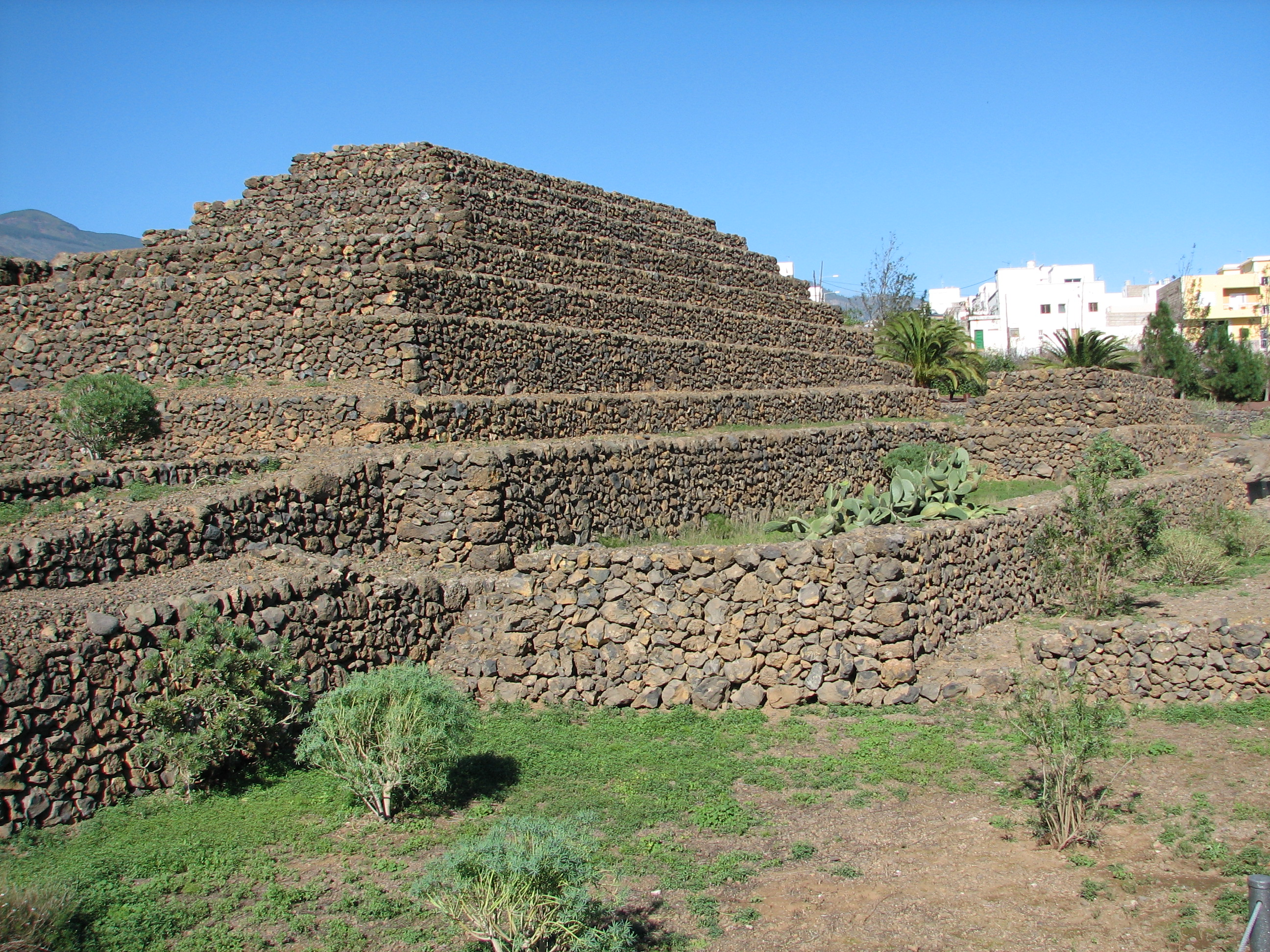
Pyramidy v Güímaru

## Zajímavosti
- Na místním letišti Los Rodeos došlo roku 1977 k největší letecké katastrofě všech dob, při níž zahynulo 583 cestujících.
- Podle ostrova Tenerife bylo pojmenováno pohoří na Měsíci Montes Teneriffe.[41]